# منطقه گردشگری زابر سرایان
منطقه گردشگری زابر سرایان در مسیر آب قنات زابر از چشم‌انداز بسیار خوب و زیبایی برخوردار است که در ابتدای ارتفاعات شمال شهر سرایان قرار گرفته و جاذبه‌های متعددی نظیر آسیاب آبی کاه کوه، پیست موتور سواری، قنات قدیمی زابر، ذخیره‌گاه بادامشک، پیست دوچرخه‌سواری، ارتفاعات زیبا و طبیعی، دره زیبای زابر و دارای چشم‌انداز و مناظر بسیار زیبایی است.

## مناطق گردشگری زابر

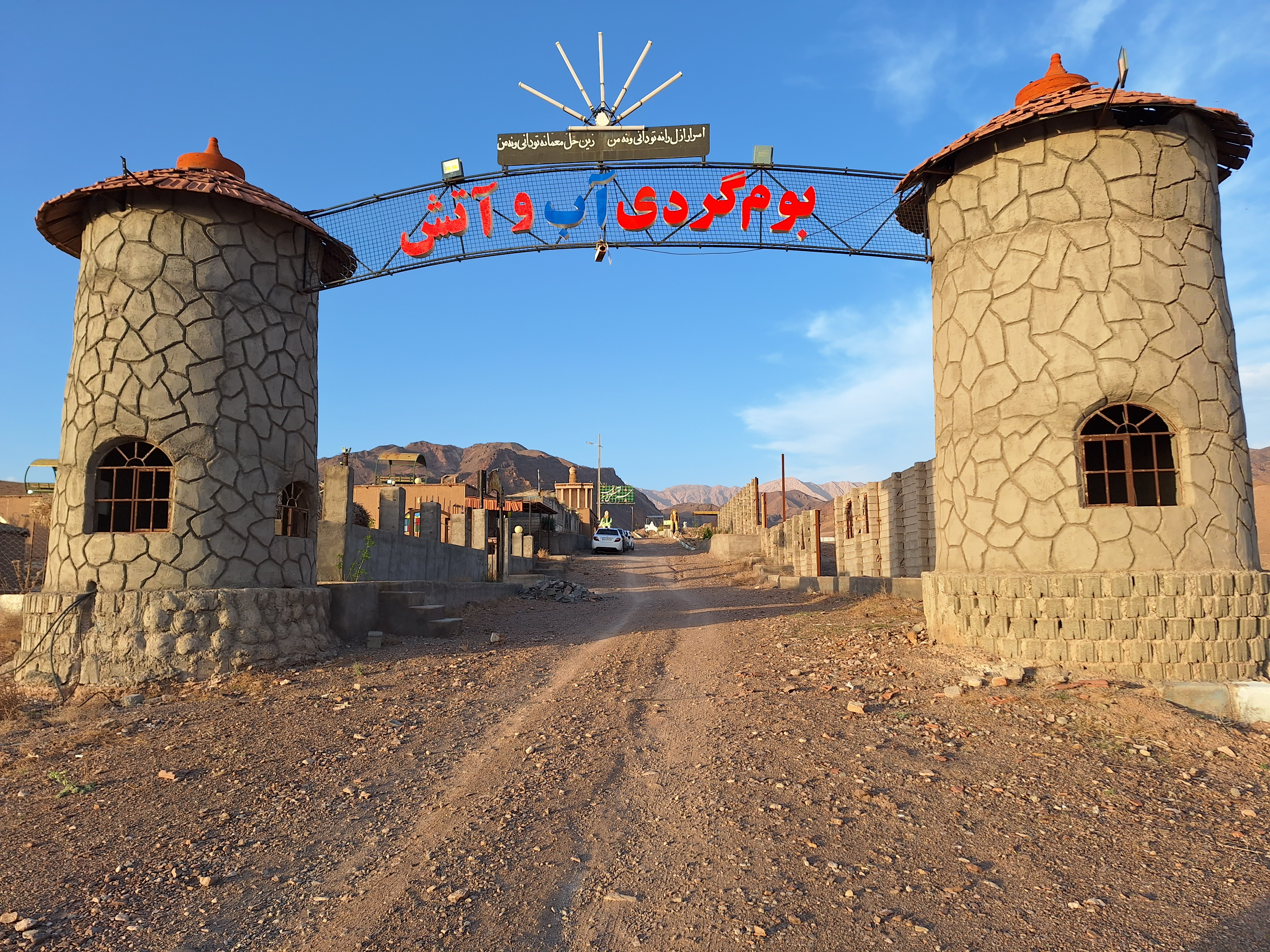
ورودی بوم گردی آب و آتش در منطقه زابر سرایان

آسیاب آبی کاه کوه که در ابتدای ارتفاعات شمال شهر سرایان قرار گرفته، با شماره ۲۸۷۲۲ در فهرست آثار ملی کشور به ثبت رسیده است. مرمت این بنای تاریخی در سال ۱۳۹۱ انجام شده است و آسیاب آبی فعال شهرستان است. با ورود اولین سرمایه‌گذار مجتمع گردشگری کاه کوه در چند سال گذشته آغاز به‌کار کرده است.